# 希律堡

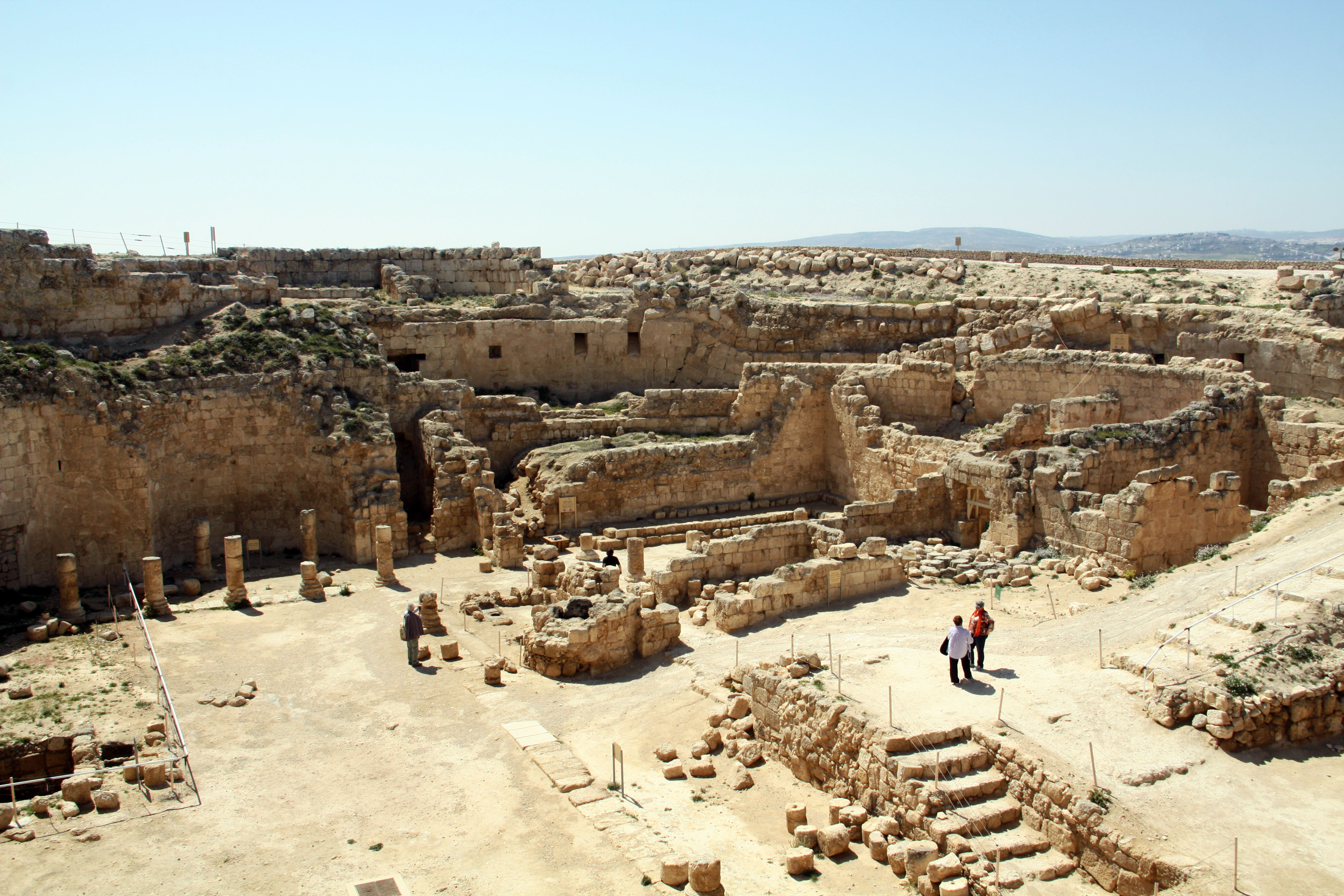
希律堡

希律堡（阿拉伯语：‎，希伯來語：‎，拉丁语：Herodium）是犹太人建立的一個堡垒和城镇，位于现在的約旦河西岸地區（約旦河西岸C區），地處耶路撒冷以南12公里，伯利恆东南5公里。希律堡的名字來自大希律王，建于公元前23至前15年间。 希律堡的高度為758米。 